# Styx (hudební skupina)
Styx je americká rocková skupina, která byla populární hlavně v 70. a na začátku 80. let s takovými hity jako "Come Sail Away", "Babe", "Lady", "Suite Madame Blue", "Mr. Roboto", "Boat On The River" a "Renegade". Styx je první skupinou, jejíž  čtyři alba jdoucí v řadě za sebou byla platinová. Patří k čelným představitelům amerického stadiónového pomp rocku (A.O.R.) po boku REO Speedwagon či Kansas, ale zejména pak Foreigner, Toto a především Journey. V letech 1984–1990 pozastavili svoji činnost, aby se tak mohli věnovat sólovým projektům, navíc jejich až artistní styl příliš neodpovídal představám a požadavkům na komerční hudbu 80. let ve Spojených státech.

## Členové

### Současná sestava
- James "J.Y." Young – sólový zpěv, kytara, klávesy (1972–dosud)
- Tommy Shaw – sólový zpěv, kytara, (1975–1983, 1995–dosud)
- Todd Sucherman – bicí, perkuse (1996–dosud)
- Lawrence Gowan – sólový zpěv, klávesy, kytara (1999–dosud)
- Chuck Panozzo – baskytara, basové pedály (1972–dosud; v současné době je uváděn jako hostující muzikant
- Will Evankovich – kytara, sborový zpěv (2015–dosud)
- Terry Gowan – baskytara, sborový zpěv (2024–dosud)

### Bývalí členové
- Dennis DeYoung – sólový zpěv, klávesy, akordeon (1972–1999)
- John Panozzo – bicí, perkuse (1972–1996)
- John "J.C." Curulewski – kytara, zpěv(1972–1975)
- Glen Burtnik – kytara, zpěv (1990–1991) / baskytara, sborový zpěv (1999–2004)
- Ricky Phillips – baskytara, sborový zpěv (2003–2024)

## Diskografie

### Studiová alba
- Styx (1972)
- Styx II (1973)
- The Serpent Is Rising (1973)
- Man of Miracles (1974)
- Equinox (1975)
- Crystal Ball (1976)
- The Grand Illusion (1977)
- Pieces of Eight (1978)
- Cornerstone (1979)
- Paradise Theatre (1981)
- Kilroy Was Here (1983)
- Edge of the Century (1990)
- Brave New World (1999)
- Cyclorama (2003)
- Big Bang Theory (2005)
- The Mission (2017)
- Crash of the Crown (2021)
- Circling From Above (2025)

## Žebříčky

### Singly
| Rok  | Píseň                                    | US Hot 100 | US MSR | UK singles | Album               |
| ---- | ---------------------------------------- | ---------- | ------ | ---------- | ------------------- |
| 1972 | "Best Thing"                             | 82         | -      | -          | Styx                |
| 1975 | "Lady"                                   | 6          | -      | -          | Styx II             |
| 1975 | "You Need Love"                          | 88         | -      | -          | Styx II             |
| 1976 | "Lorelei"                                | 27         | -      | -          | Equinox             |
| 1976 | "Mademoiselle"                           | 36         | -      | -          | Crystal Ball        |
| 1977 | "Crystal Ball"                           | 109        | -      | -          | Crystal Ball        |
| 1977 | "Come Sail Away"                         | 8          | -      | -          | The Grand Illusion  |
| 1978 | "Fooling Yourself (The Angry Young Man)" | 29         | -      | -          | The Grand Illusion  |
| 1978 | "Blue Collar Man (Long Nights)"          | 21         | -      | -          | Pieces of Eight     |
| 1979 | "Sing for the Day"                       | 41         | -      | -          | Pieces of Eight     |
| 1979 | "Renegade"                               | 16         | -      | -          | Pieces of Eight     |
| 1979 | "Babe"                                   | 1          | -      | 6          | Cornerstone         |
| 1980 | "Why Me"                                 | 26         | -      | -          | Cornerstone         |
| 1980 | "Borrowed Time"                          | 64         | -      | -          | Cornerstone         |
| 1981 | "The Best of Times"                      | 3          | -      | 42         | Paradise Theater    |
| 1981 | "Too Much Time on My Hands"              | 9          | 2      | -          | Paradise Theater    |
| 1981 | "Nothing Ever Goes As Planned"           | 54         | -      | -          | Paradise Theater    |
| 1981 | ""A.D. 1928/Rockin' the Paradise"        | -          | 6      | -          | Paradise Theater    |
| 1983 | "Mr. Roboto"                             | 3          | 3      | 90         | Kilroy Was Here     |
| 1983 | "Don't Let It End"                       | 6          | -      | 56         | Kilroy Was Here     |
| 1983 | "High Time"                              | 48         | -      | -          | Kilroy Was Here     |
| 1984 | "Music Time"                             | 40         | -      | -          | Caught in the Act   |
| 1990 | "Love Is the Ritual"                     | 80         | 9      | -          | Edge of the Century |
| 1991 | "Show Me the Way"                        | 3          | -      | -          | Edge of the Century |
| 1991 | "Love At First Sight"                    | 25         | -      | -          | Edge of the Century |
| 1997 | "Paradise"                               | -          |        | -          | Return to Paradise  |
| 1999 | "Everything Is Cool"                     | -          | -      | -          | Brave New World     |
| 2003 | "Waiting for Our Time"                   | -          | 37     | -          | Cyclorama           |
| 2003 | "I Am the Walrus"                        | -          | -      | -          | Big Bang Theory     |